# Palais Lottum

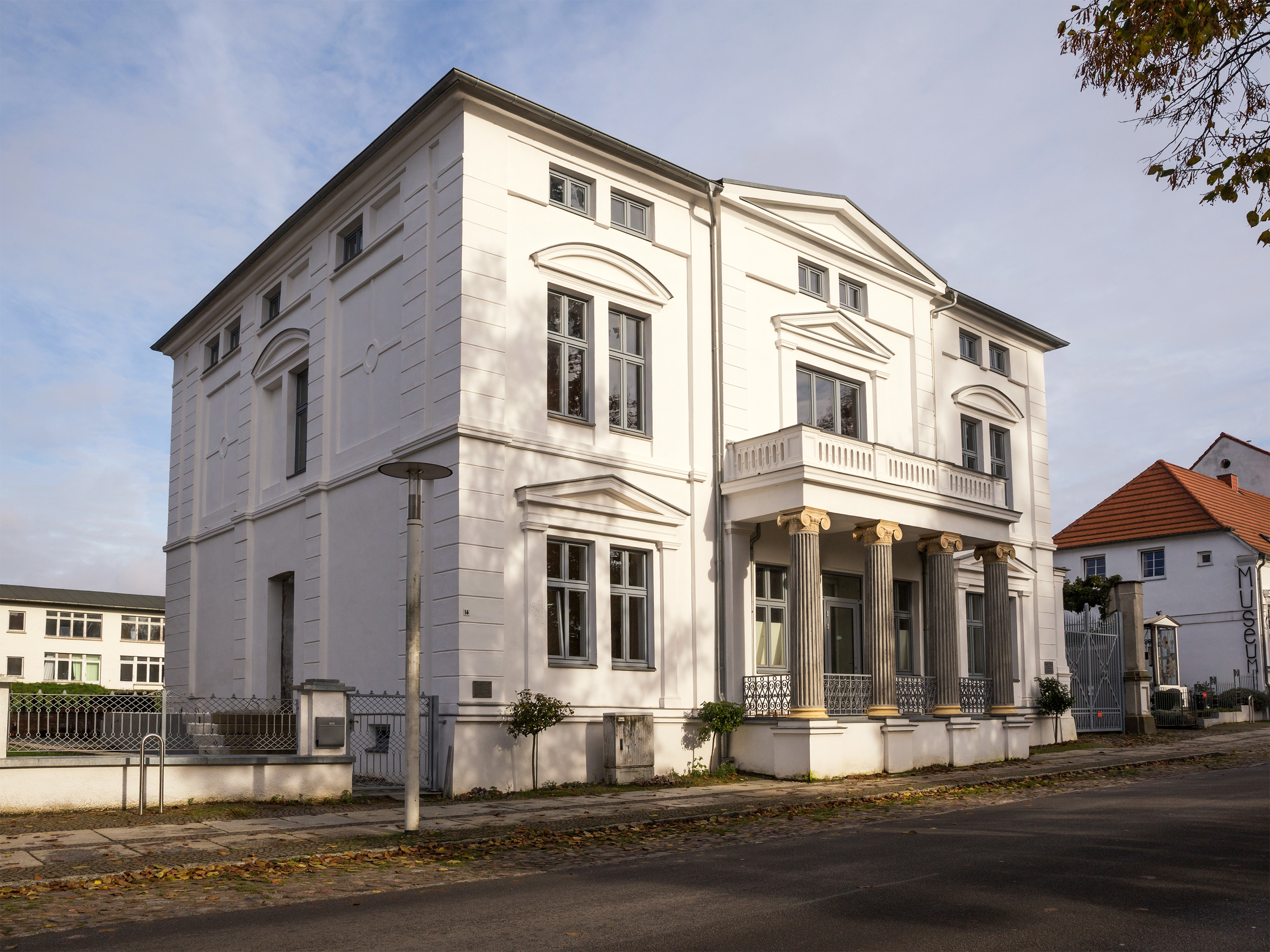

Das Palais Lottum in Putbus, Alleestraße 14, (Rügen, Mecklenburg-Vorpommern) ist eine Villa und stammt von etwa 1815.
Das Gebäude steht unter Denkmalschutz.

## Geschichte

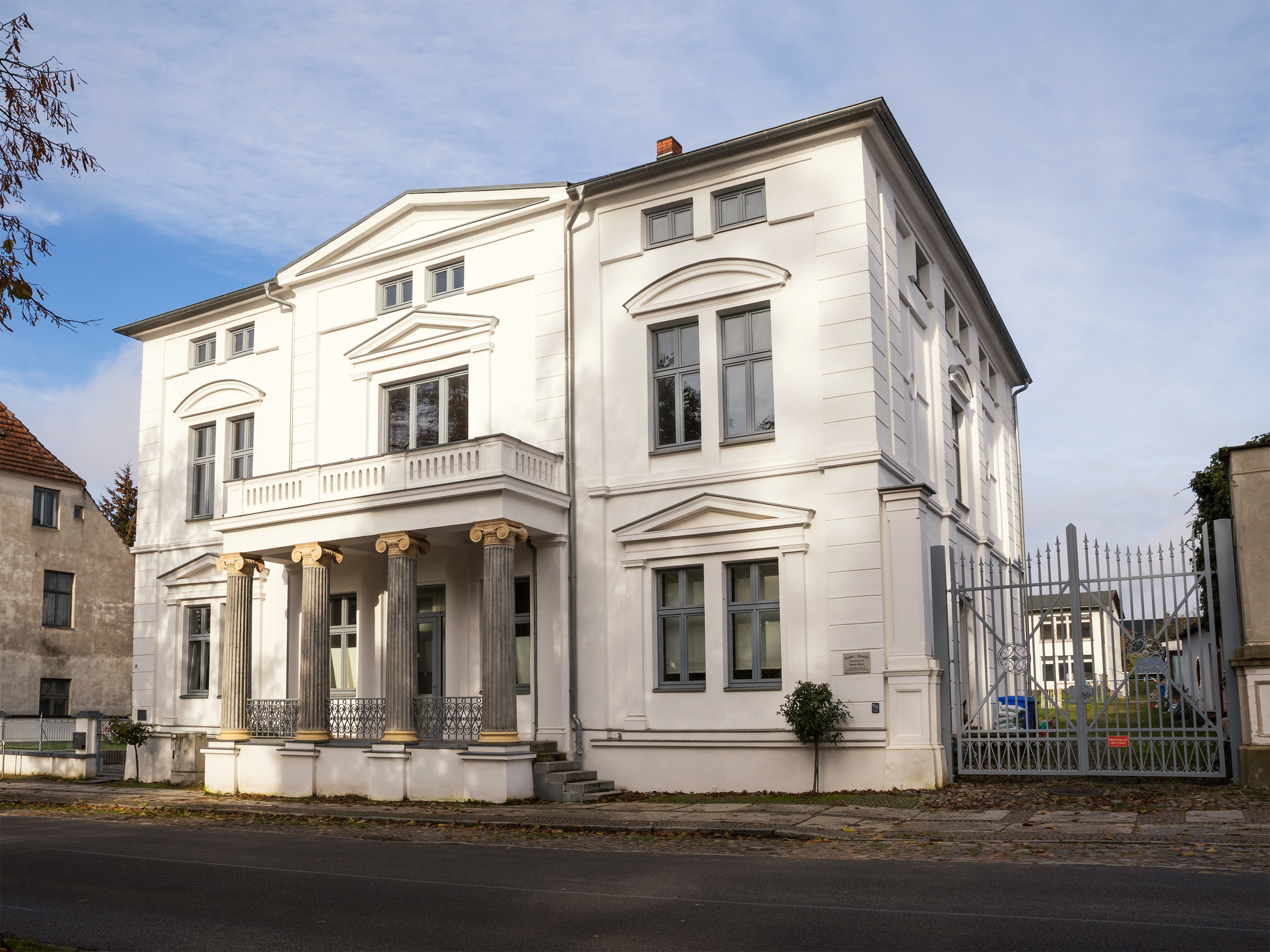

Putbus mit 4435 Einwohnern (2019) wurde 1286 erstmals erwähnt. Als Residenzstadt auf Rügen wurde sie 1810 von Wilhelm Malte I. Fürst zu Putbus gegründet.
Die zweigeschossige U-förmige verputzte klassizistische Dreiflügelanlage mit einem hohen Mezzaningeschoss, dem angedeuteten Mittelrisalit und der repräsentativen Veranda/Balkon mit vier ionischen Säulen wurde um 1815 für die Baronin von Lauterbach (aus der Familie des Fürsten zu Putbus) erstellt. Hier wohnten fürstliche Bedienstete sowie 1820 bzw. 1825 der preußische Kronprinz Friedrich Wilhelm mit seiner Frau, der Prinzessin Elisabeth Ludovika von Bayern, bei ihren Badeaufenthalten. Später wurde es als fürstliches Witwenhaus genutzt. Um 1839/43 ließ die Gräfin Lottum (geb. Klotilde zu Putbus, * 1809, † 1894) das Haus nach Plänen des Berliner Architekten Johann Gottfried Steinmeyer umbauen. Seitdem wurde es als Palais Lottum benannt.
Im Rahmen der Städtebauförderung wurde das Wohnhaus saniert. Es dient auch als Galerie für den Kunstverein Rügen.